# Villy-lez-Falaise
Villy-lez-Falaise är en kommun i departementet Calvados i regionen Normandie i norra Frankrike. Kommunen ligger i kantonen Falaise-Sud som ligger i arrondissementet Caen. År 2022 hade Villy-lez-Falaise 269 invånare.

## Befolkningsutveckling
Antalet invånare i kommunen Villy-lez-Falaise
Referens:INSEE